# قناة إسلام
قناة إسلام (بالإنجليزية: Islam Channel) هي قناة تلفزيونية فضائية مقرها المملكة المتحدة، باللغة الإنجليزية، تركز على الإسلامية ومنصة إعلامية عبر الإنترنت ممولة من الإعلانات والتبرعات.